# Павільйон зупинки трамвая (14-та станція Великого Фонтана)
Павільйон зупинки трамваю, тип № 6. МІсце розташування: 14 станція Великого Фонтану. Пам'ятка архітектури місцевого значення.

## Історія
Павільйон встановлено бельгійським акціонерним товариством одеських трамваїв у 1911 році.
Назва зупинок походить від парового трамваю, що курсував на лінії до появи електричного. Сама лінія існує з часів кінного трамвая.
Спочатку павільйон зупинки електричного трамваю розташовувався на маршруті від центру Одеси до 16 станції Великого Фонтану. Зараз павільйон знаходиться на маршруті 18 трамваю, та використовується за призначенням.

## Загальний опис
Павільйон («навіс») поширеного в Одесі типу. Подібні «навіси» є і на інших станціях Великого фонтану, а також вздовж Хаджибейської дороги (лінія «очеретового» трамваю № 20). Архітектурний стиль — модерн.
Споруда являє собою капітальну будівлю з бетону, а відкрита передня частина павільйону додатково підтримується двома опорами. У бічних стінах спочатку були розташовані вікна.. Згодом, як і у інших зупинок типу «навіси», вікна були закладені.

## Галерея

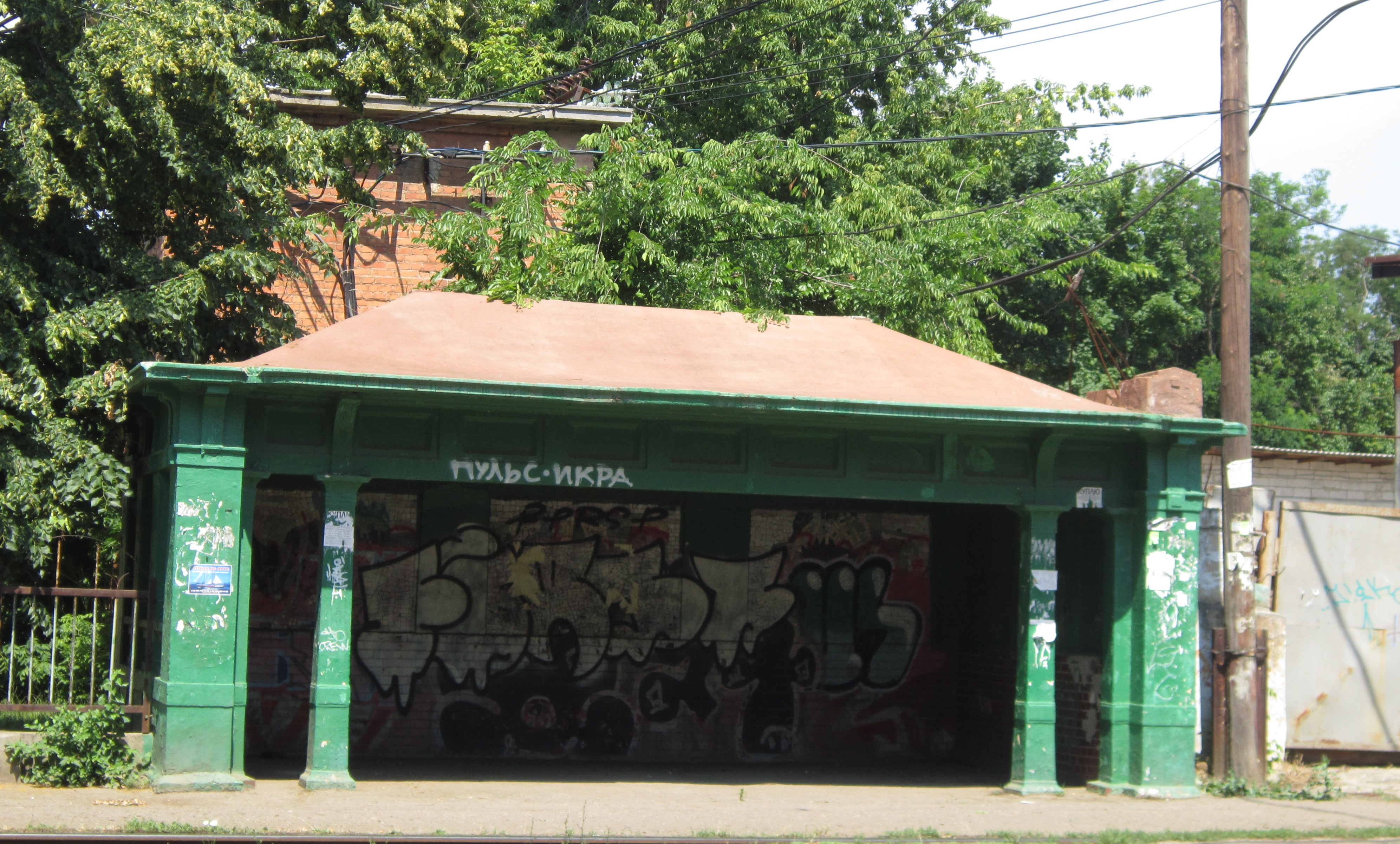
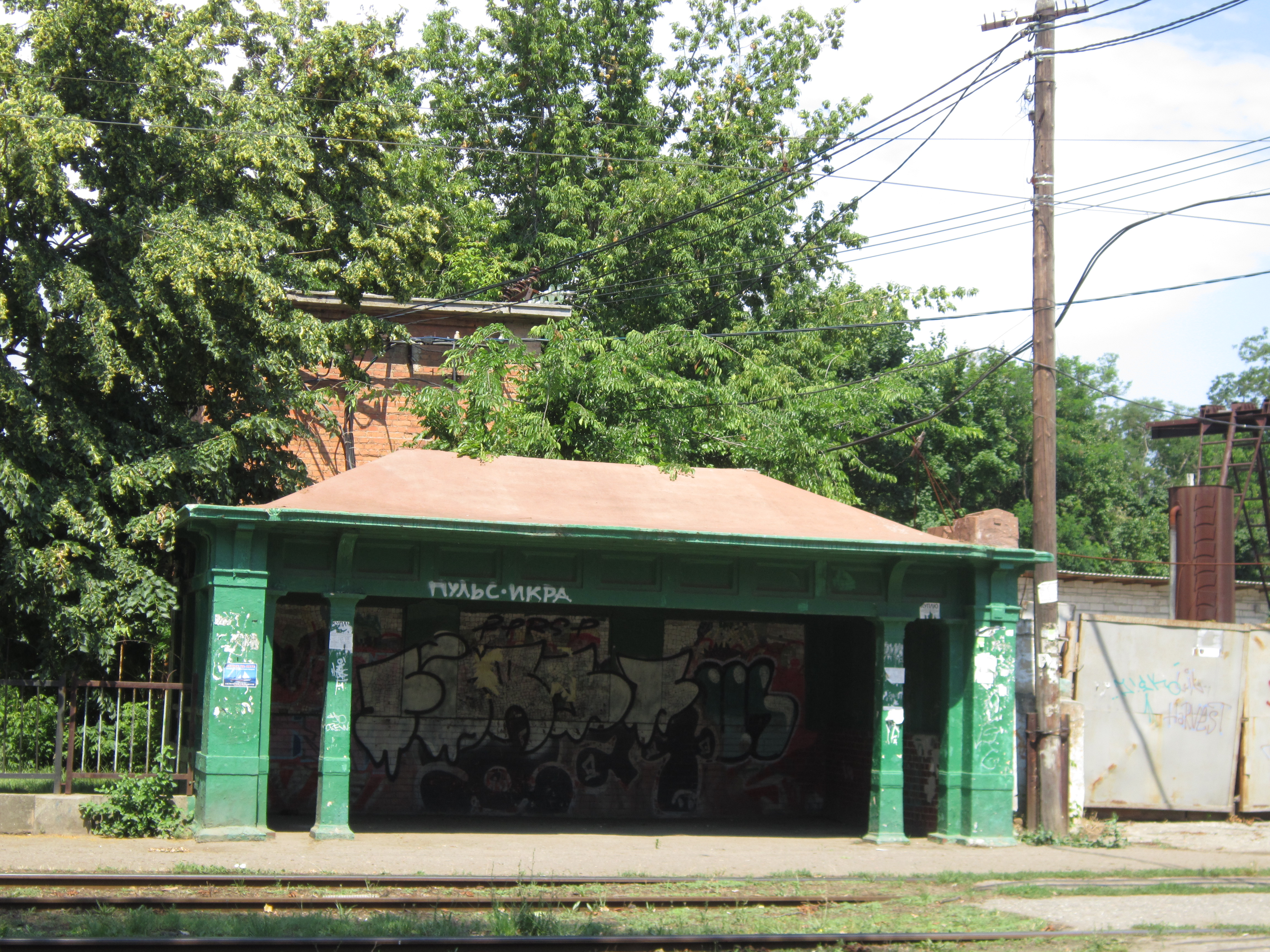